# 253.ª Divisão de Infantaria (Alemanha)
A 253ª Divisão de Infantaria (em alemão:253. Infanterie-Division) foi uma unidade militar que serviu no Exército alemão durante a Segunda Guerra Mundial.

## Comandantes
| Comandante                              | Data                                        |
| --------------------------------------- | ------------------------------------------- |
| Generalleutnant Fritz Kühne             | 1 de setembro de 1939 - 7 de março de 1941  |
| General der Infanterie Otto Schellert   | 7 de março de 1941 - 18 de janeiro de 1943  |
| Generalleutnant Carl Becker             | 18 de janeiro de 1943 - 17 de junho de 1944 |
| Generalleutnant Hans Junck              | 17 de junho de 1944 - 28 de junho de 1944   |
| Generalleutnant Carl Becker             | 28 de junho de 1944 - 5 de maio de 1945     |
| Generalmajor Joachim Schwatlogesterding | 5 de maio de 1945 - 8 de maio de 1945       |

## Oficiais de operações
| Oberstleutnant Walther von Hünersdorff | 26 de agosto de 1939-20 de outubro de 1939   |
| Major Kurt von Einem                   | 23 de outubro de 1939-1 de julho de 1940     |
| Major Franz Schlieper                  | 1 de julho de 1940-30 de julho de 1941       |
| Major Ernst Lenné                      | 30 de julho de 1941-20 de janeiro de 1943    |
| Oberstleutnant Hans-Joachim Ludendorff | 20 de janeiro de 1943-5 de novembro de 1943  |
| Oberstleutnant Josef Weber             | 5 de novembro de 1943-25 de dezembro de 1944 |
| Major Siegfried Dönges                 | 25 de dezembro de 1944-1945                  |

## Área de operações
| Alemanha                       | setembro de 1939 - maio de 1940   |
| Bélgica & França               | maio de 1940 - abril de 1941      |
| Polônia                        | abril de 1941 - junho de 1941     |
| Frente Oriental, setor central | junho de 1941 - fevereiro de 1945 |
| Polônia & Checoslováquia       | fevereiro de 1945 - maio de 1945  |